# Opel Astra
Opel Astra är Opels storsäljare i den mindre mellanklassen av personbilar. Astra ersatte år 1992 Opel Kadett som då hade tillverkats i sex generationer sedan 1936. Namnet Astra hade redan använts av Vauxhall på deras versioner av de två sista generationerna Opel Kadett (1979-1991) och från och med 1992 hade man alltså samma modellnamn på alla marknader. 

## Opel Astra F (1992–1998)
Första generationen Opel Astra tillverkades till och med 1998. Den hade beteckningen Astra F, då den sista generationens Kadett kallades Kadett E.  Karosserityperna är halvkombi, kombi och sedan, samt en cabriolet designad och byggd av Bertone. Första årsmodellerna hade problem med rost då de hade mycket dåligt rostskydd men på senare år kring 1995 blev det bättre. Opel Astra F ansågs på sin tid som en relativt säker bil i sin klass vilket också krocktester från bland annat ADAC och Auto Express bekräftade.
Astra F tillverkades även i bland annat en sportmodell kallad Astra GSi med en 4 cylinders 2,0-liters motor med 150 hk.

### Motoralternativ

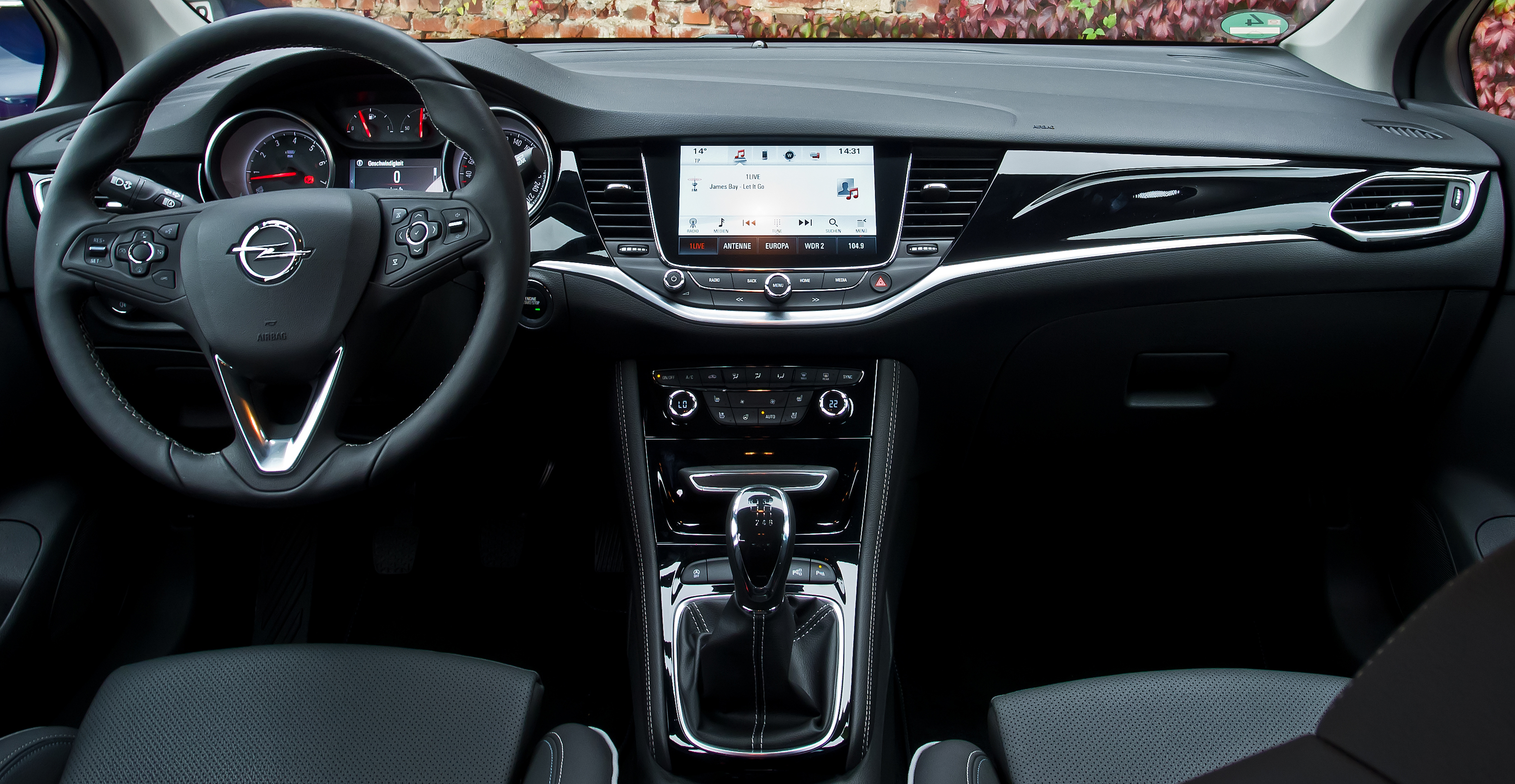
Astra K Interiör

Årsmodell 1992-94
- Bensin: 1,4L 8v, 1,6L 8v, 1,8L 8v, 1,8L 16v, 2,0L 8v och 2,0L 16v.
- Diesel: 1,7L 8v.

Årsmodell 1995-98
- Bensin: 1,4L 8v, 1,4L 16v, 1,6L 8v, 1,6L 16v, 1,8L 16v och 2,0L 16v.

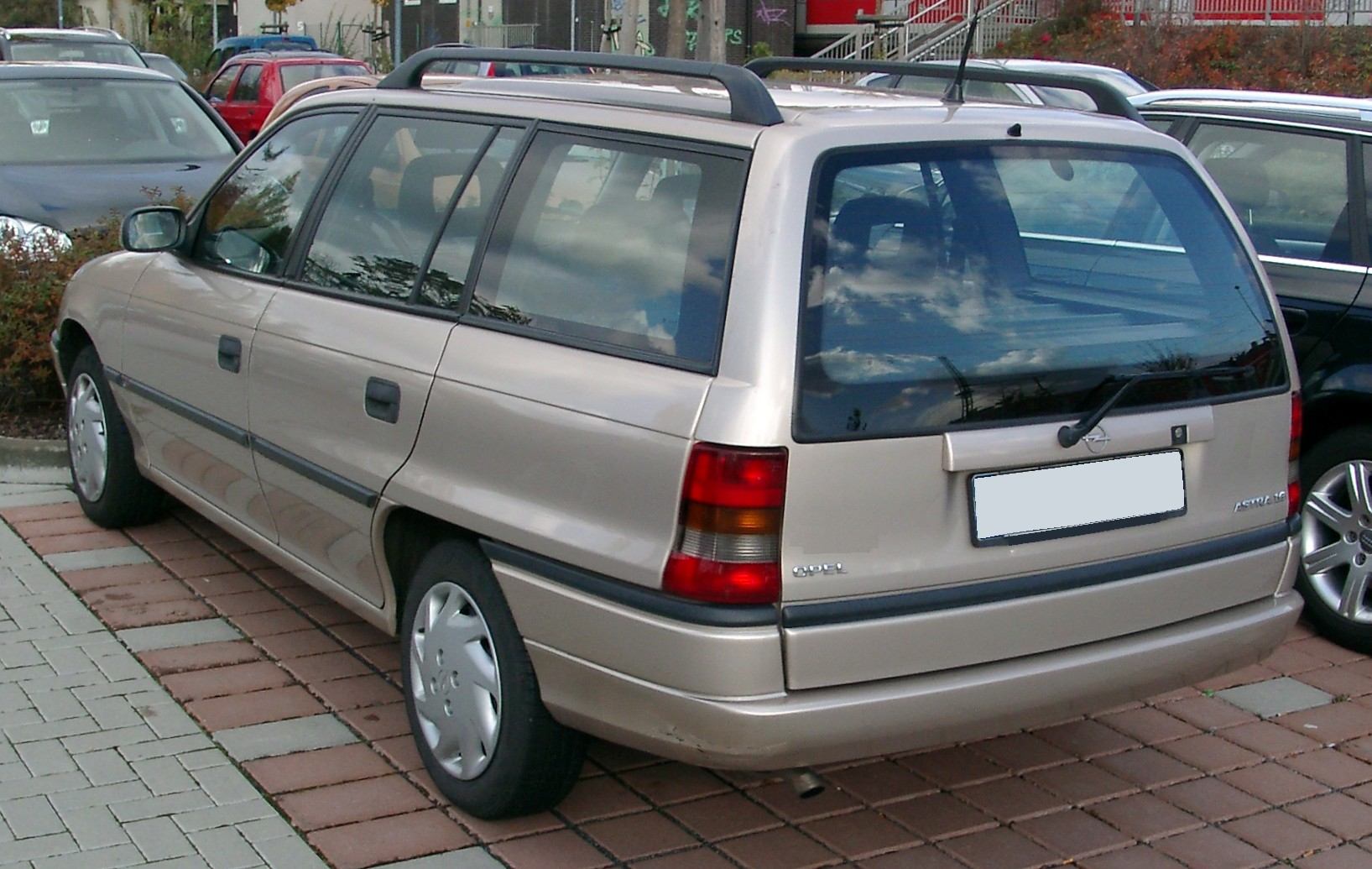
Astra F Caravan

- Diesel: 1,7L 8v.

## Opel Astra G (1998–2004)
Den andra generationen Opel Astra lanserades i Europa 1998 och fanns liksom föregångaren som 3- och 5-dörrars halvkombi, en 4-dörrars sedan samt en 5-dörrars kombi. 
Dessutom fanns en coupéversion och cabriolet. De två senare var designade och byggdes av Bertone, liksom den första generationens cabrioletversion.
I tidningen Vi Bilägares begagnatester fick den andra generationens Astra mycket bra rostskyddsbetyg samt beröm för bra köregenskaper och hög säkerhet. 
Motoralternativ 
- Bensin: 1,2L 1,4L, 1,6L, 1,8L, 2,0L, och 2,2L
- Diesel: 1,7L, 2,0L och 2,2L

Bensinmotorn på 2,0 liter fanns även i turbomatade versioner med 190–200 hk effekt. Även en naturgasversion av 1,6 liters motorn byggdes under åren 2003–2005.
Liksom sin föregångare ansågs även Opel Astra G ha hög säkerhetsnivå i sin klass och fick fyra stjärnor i Euro NCAP:s krocktester.

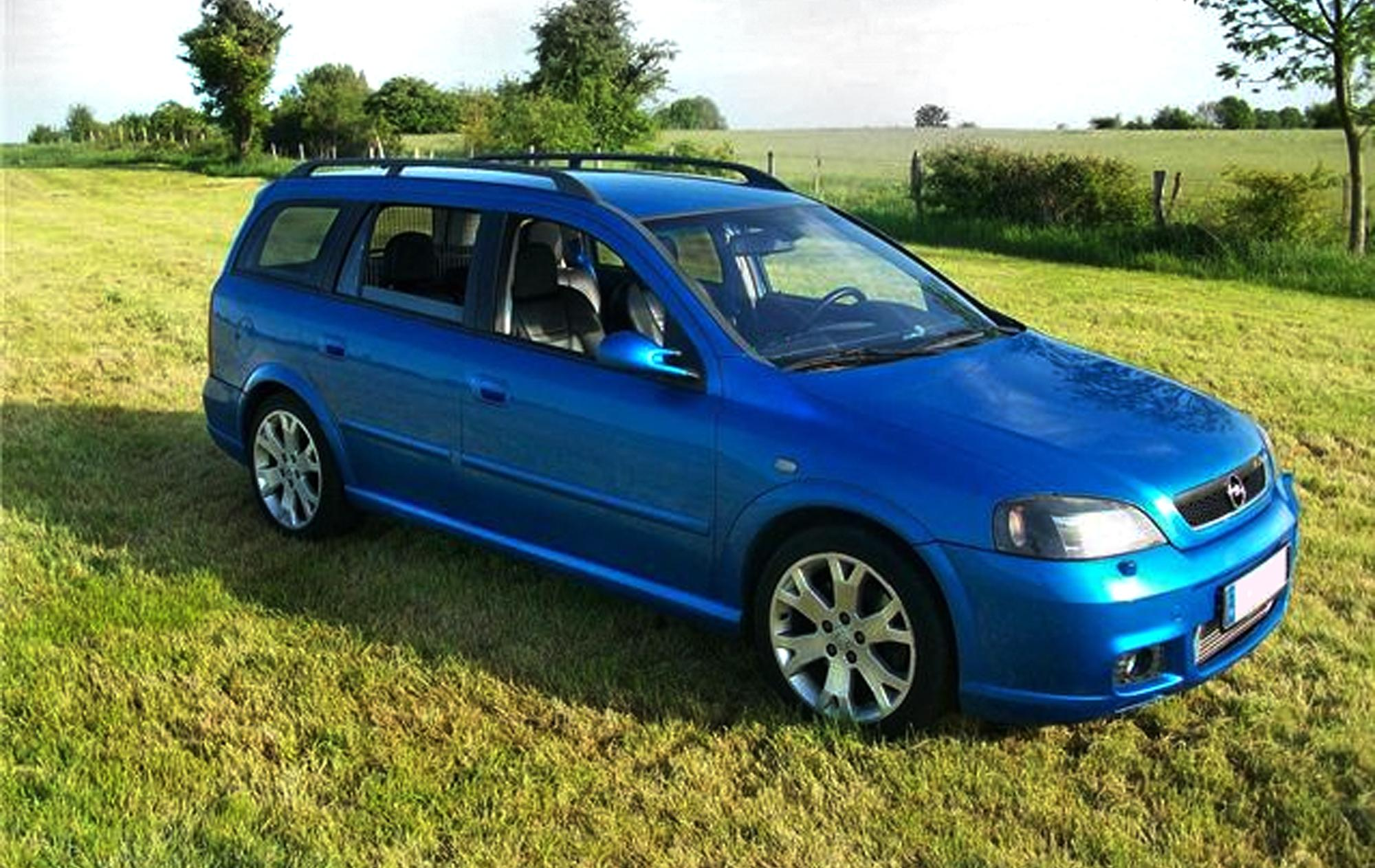
Astra G OPC Caravan

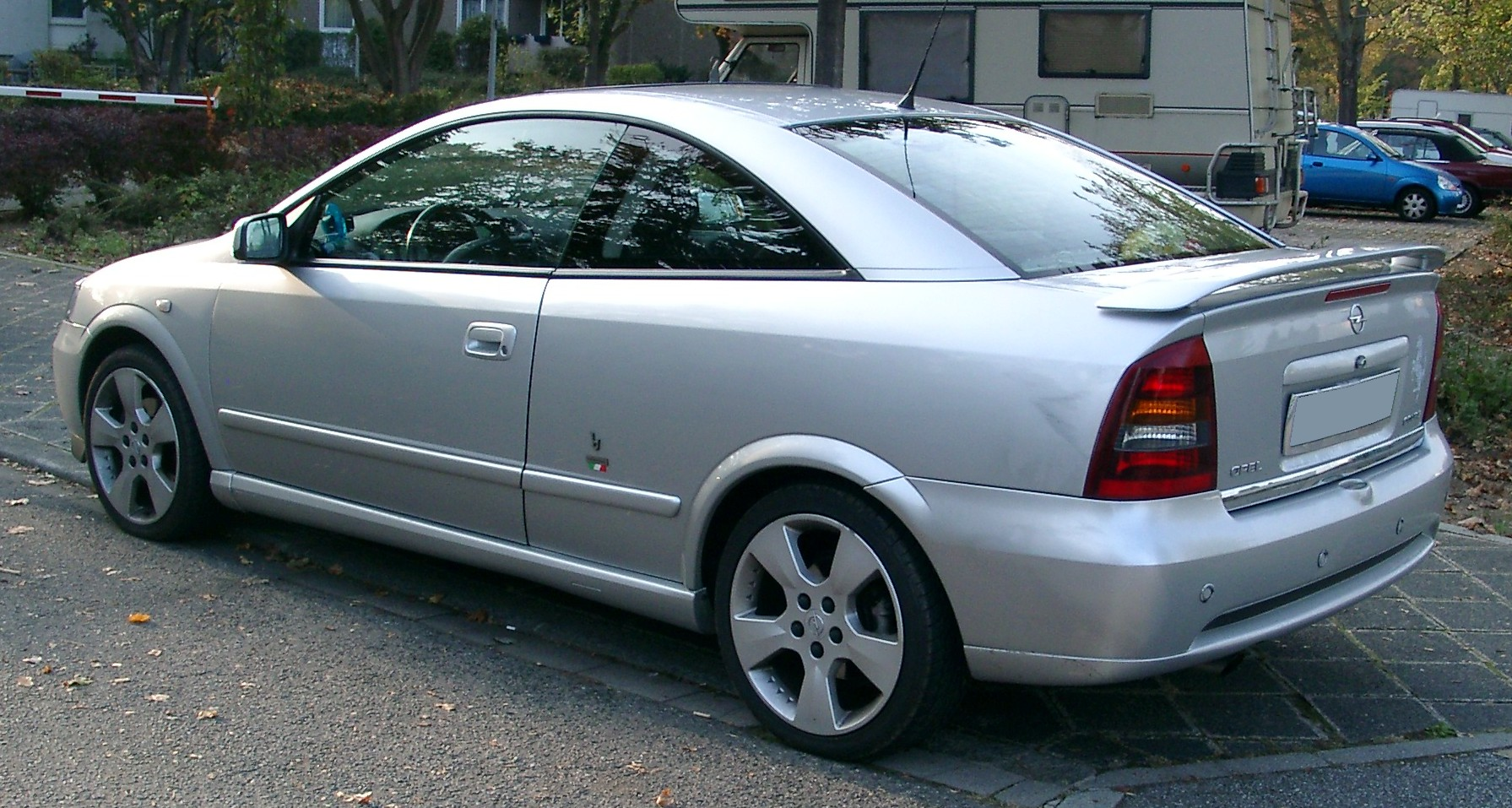
Astra G Coupe

## Opel Astra H (2004–2010)
Den tredje generationen Astra premiärvisades under 2003 och var tillgänglig för försäljning året därpå. Den mottogs väl av motorjournalisterna runt om i Europa även om den inte ansågs bli en ny klassledare i kompaktklassen. Den tillverkades med motoralternativ från en 1,4-liters motor på 85 hk till en stark turbomatad 2-liters motor, kallad OPC (Opel Perfomance Center) på 240 hk. Försäljningen av den tredje generationens Astra i Europa har mycket väl nått upp till Opels förväntningar med ca 500 000 sålda bilar/år. 
Opel Astra H fanns även från 2006 som "Twin Top"-cabriolet, med nedfällbart plåttak.

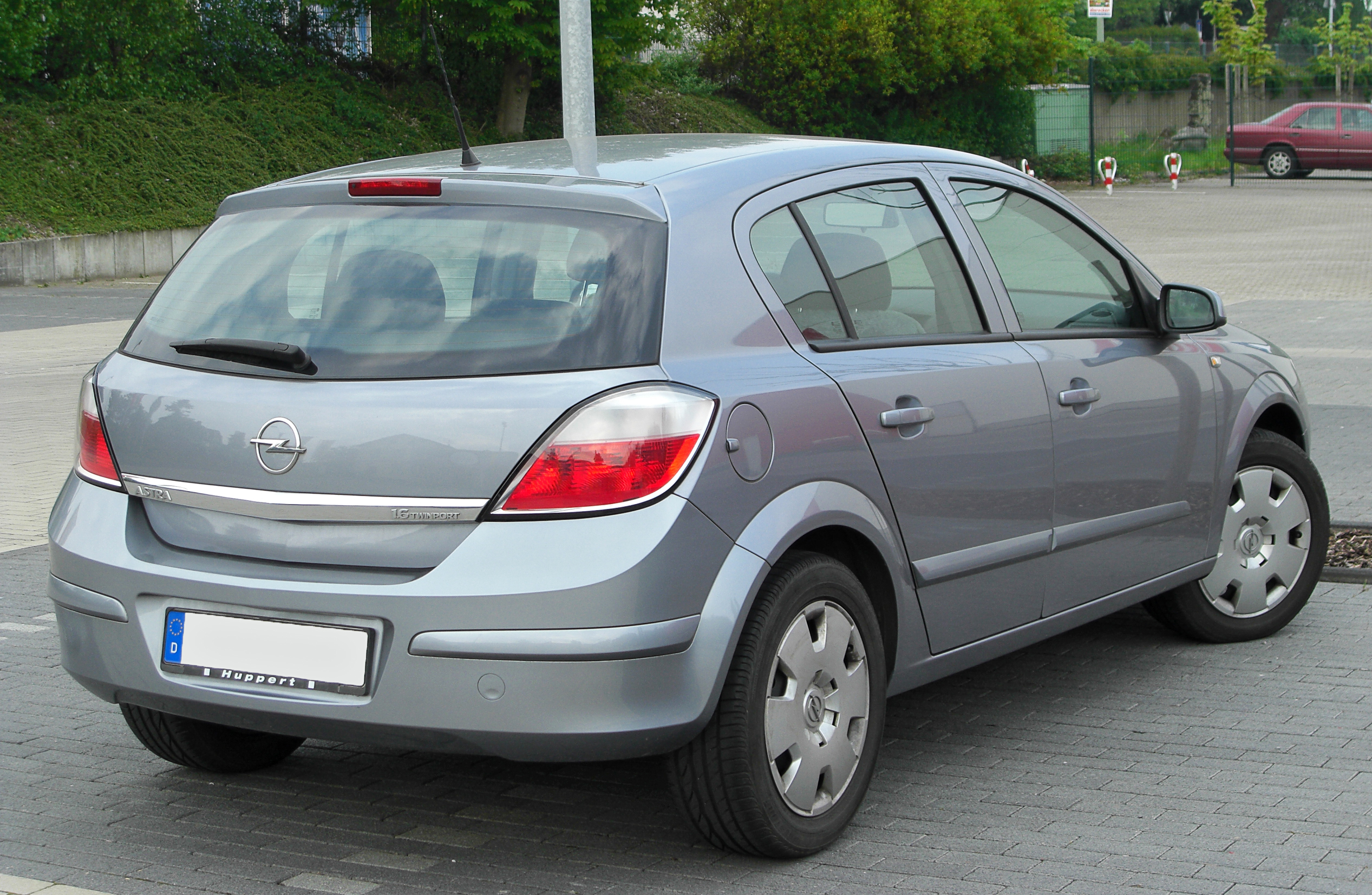
Opel Astra H, 5d-Halvkombi
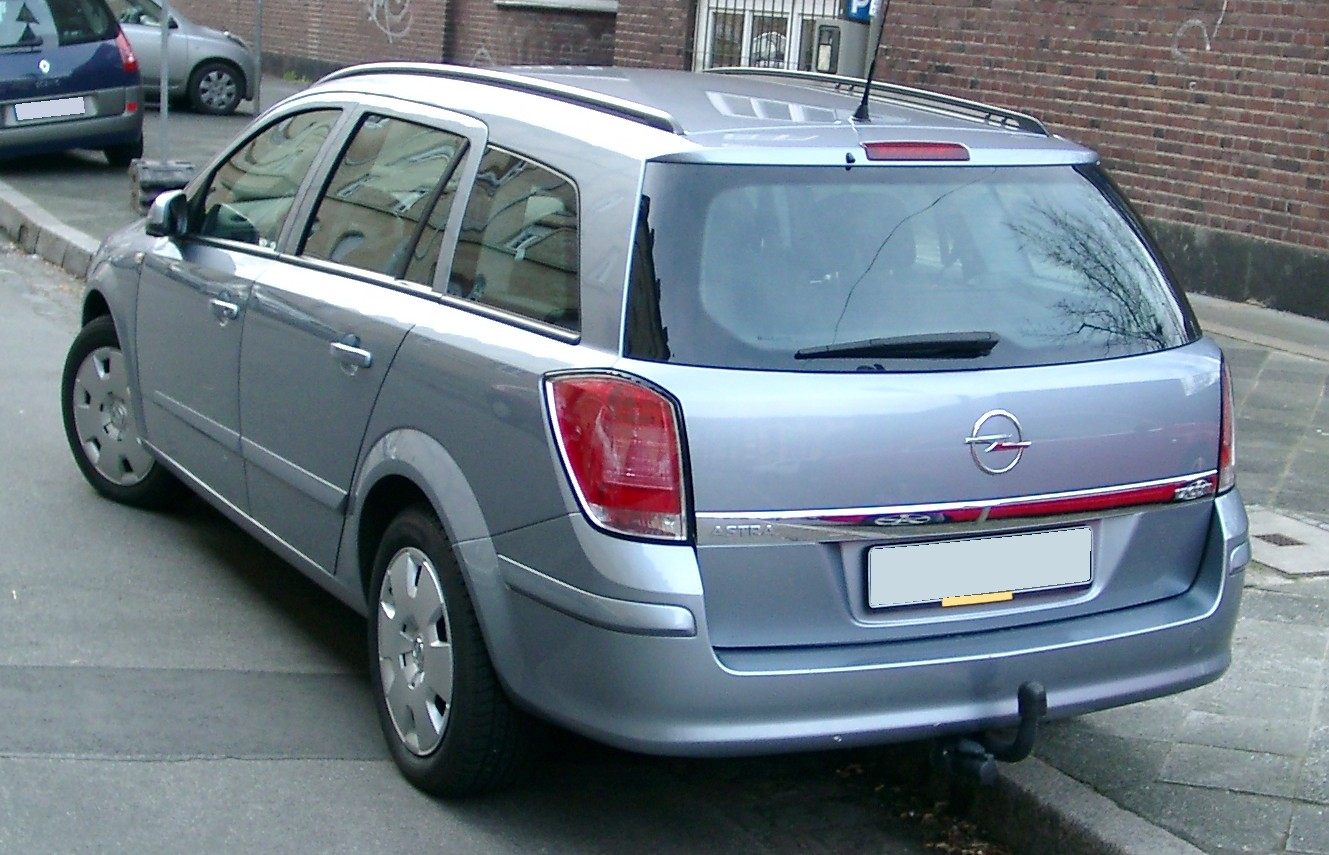
Opel Astra H, Caravan (2004–2007)
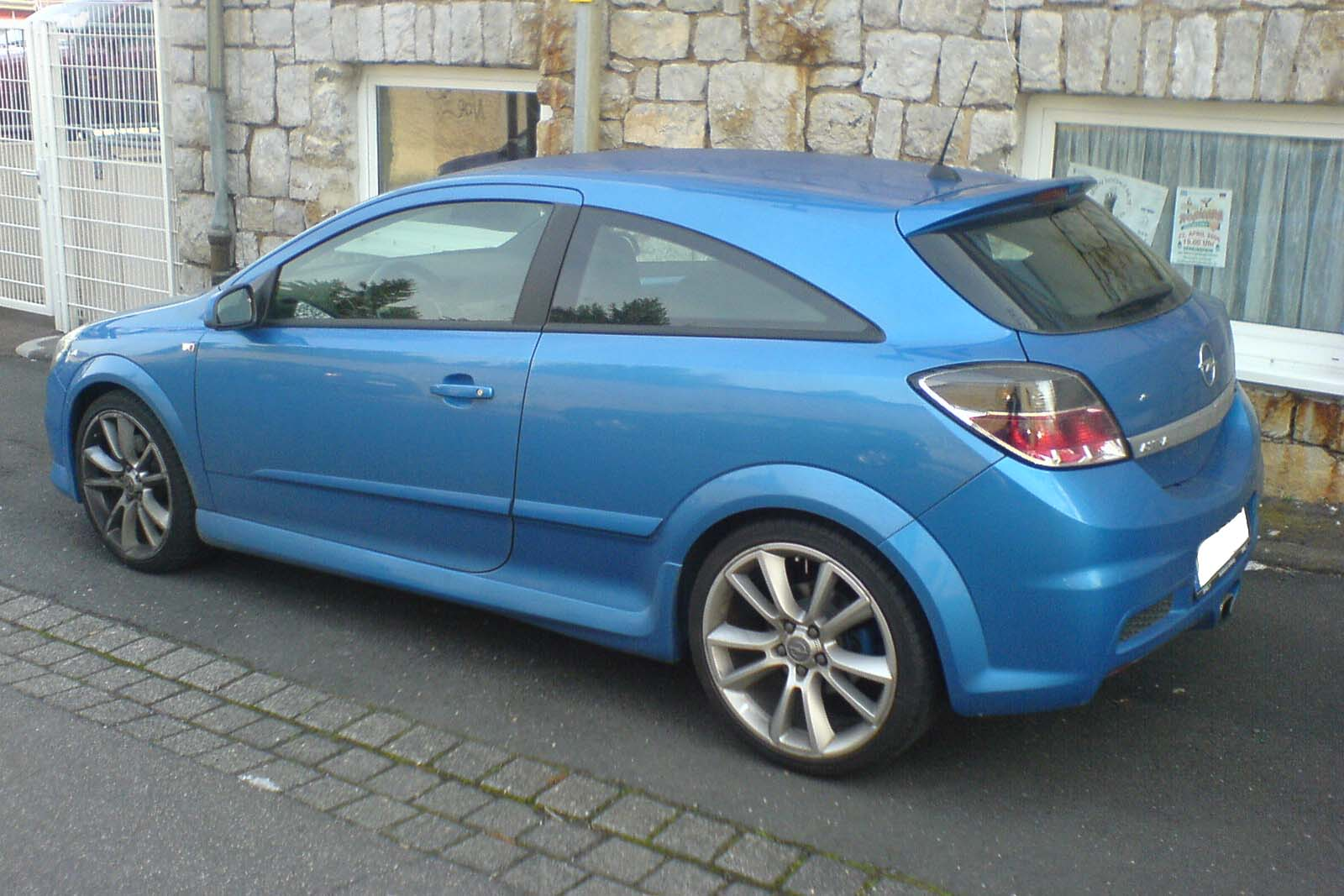
Opel Astra H, OPC
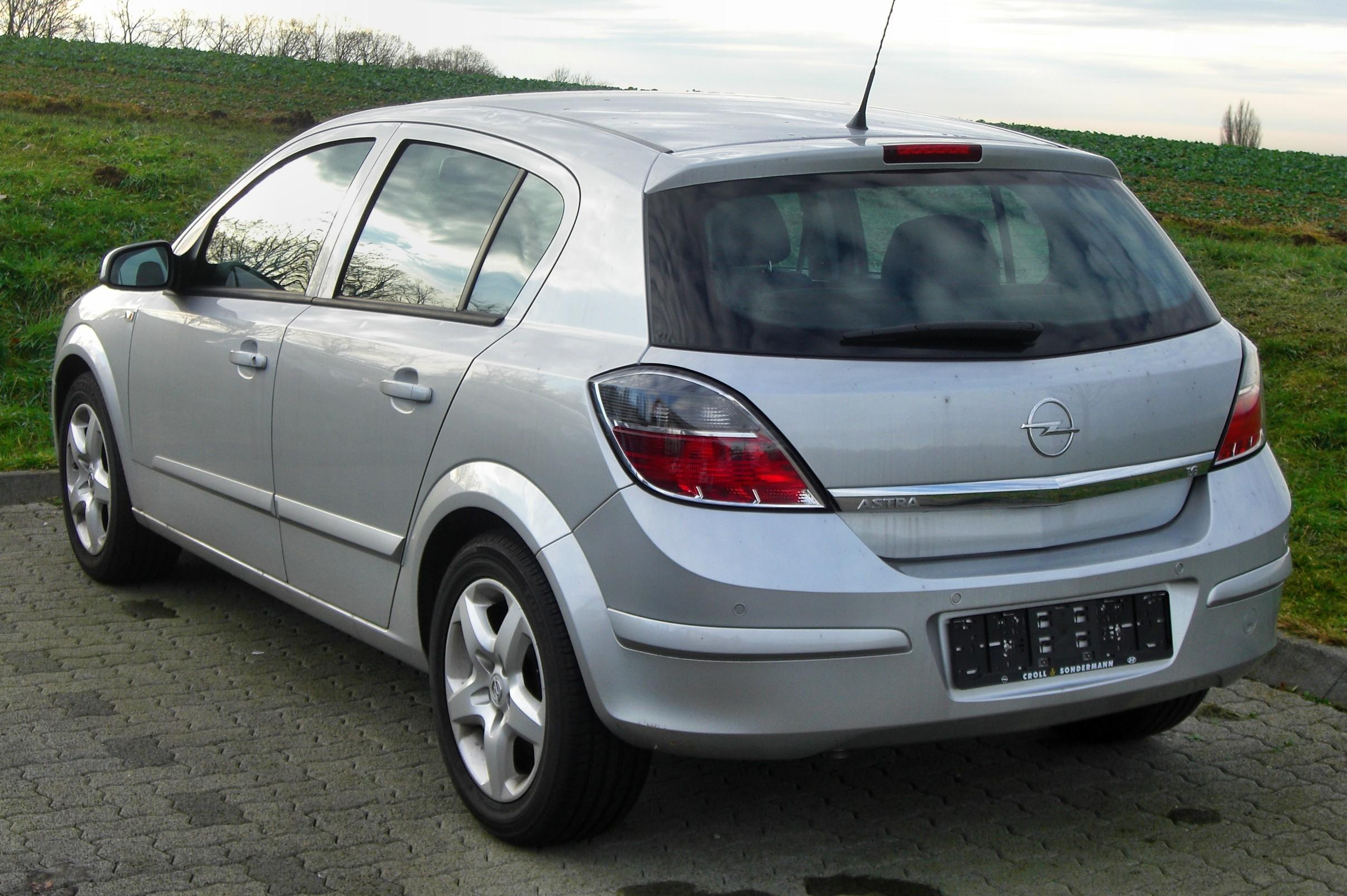
Opel Astra H, 5d-Halvkombi (2007–2009)
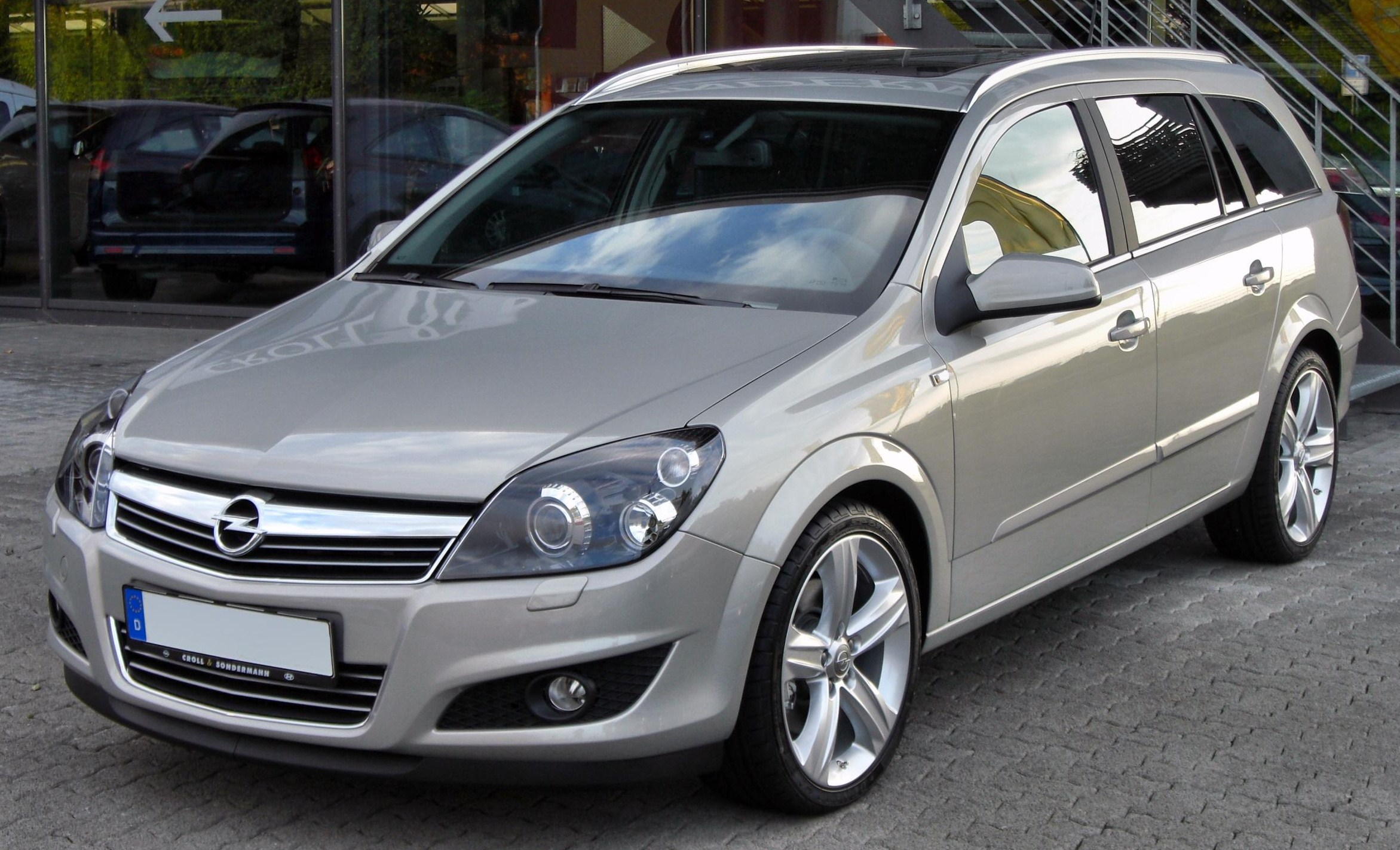
Opel Astra H, Caravan (2007)
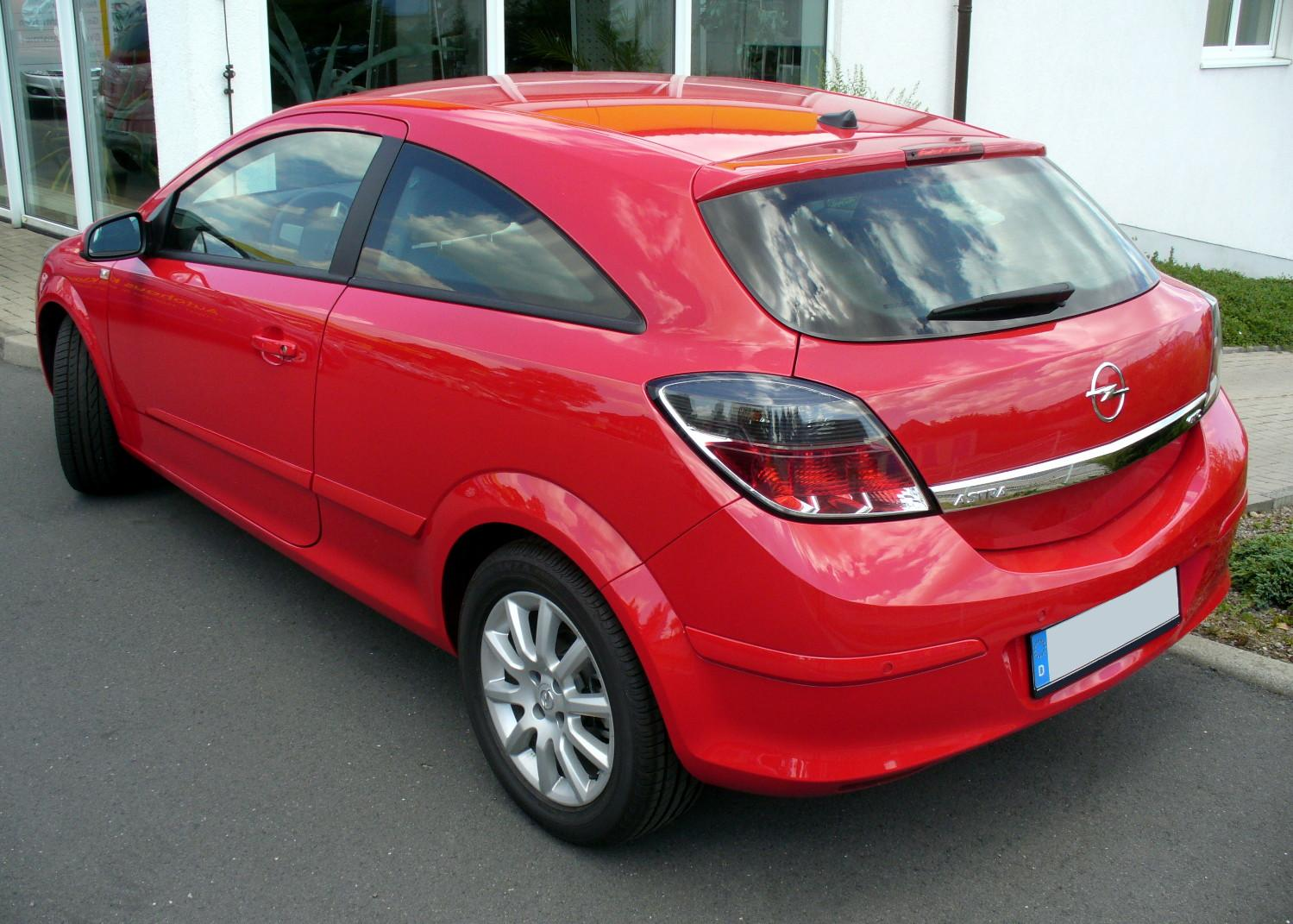
Opel Astra H, GTC Coupé (2007)
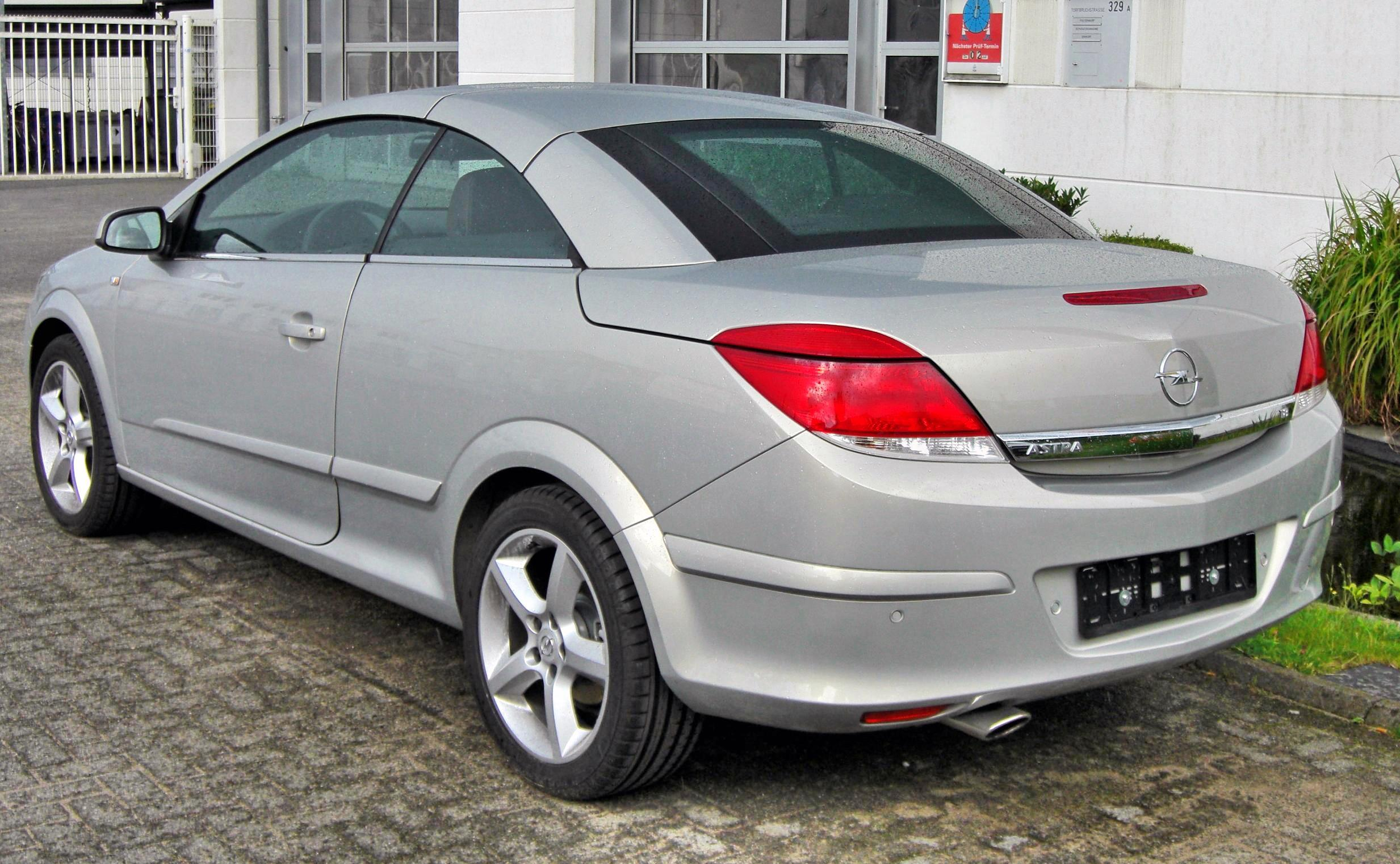
Opel Astra H, TwinTop Cab (2007)
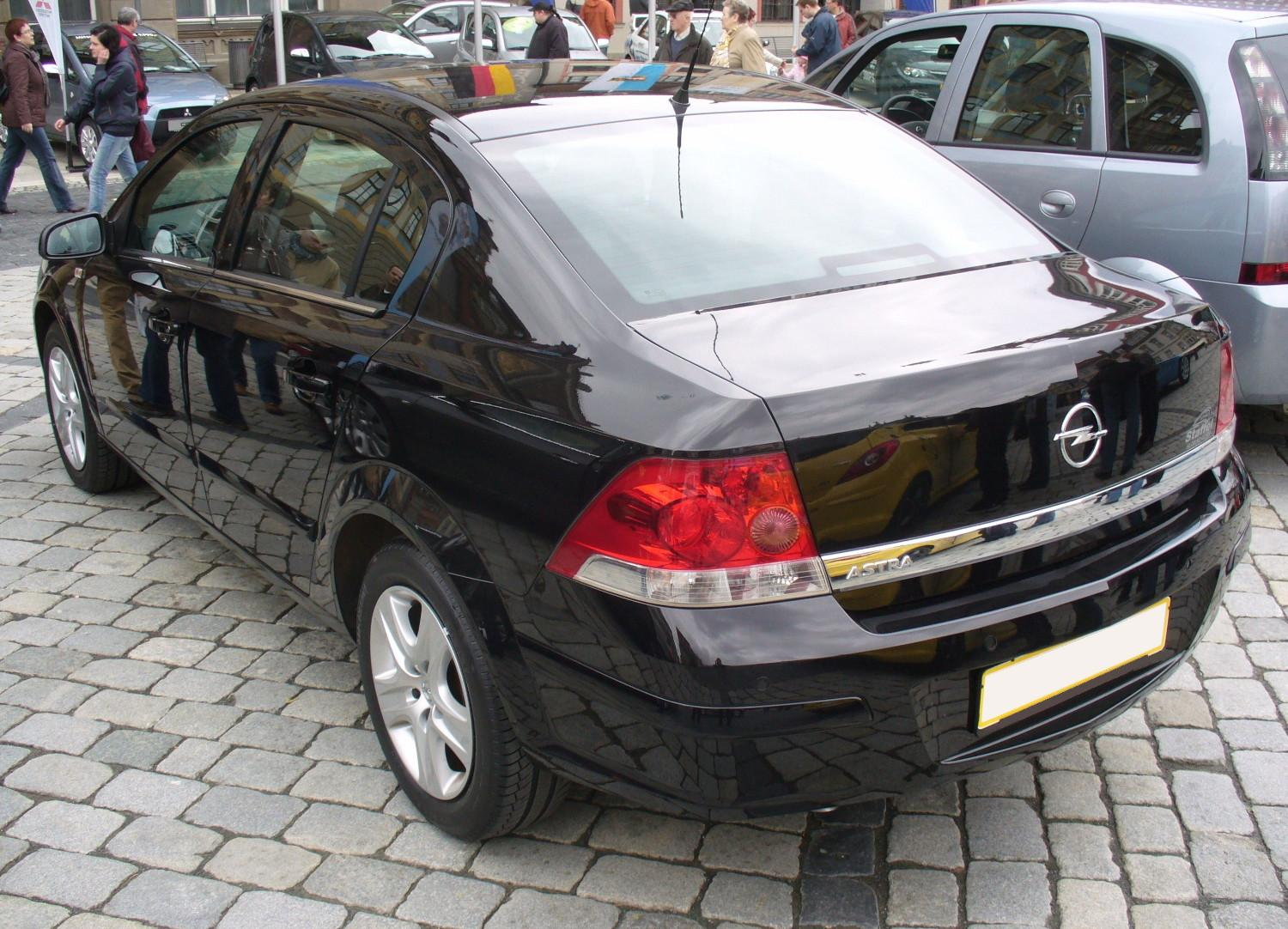
Opel Astra H, Sedan (2008) (Såldes ej i Sverige)

## Opel Astra J (2009–2015)
Under hösten 2009 lanserades nya Opel Astra som byggs på Delta II-plattformen, liksom mellanklassbilen Chevrolet Cruze. Det var tidigare tänkt att nästa generations Saab 9-3 skulle bygga på samma plattform men så blev inte fallet. Den nya Astran fick god kritik från motorpressen som överlag ansåg att chassit, motoralternativen och växellådan (körupplevelsen) var mycket bra. Opel Astra J fick högsta betyg, fem stjärnor, i Euro NCAP:s krocktester.
Bensinmotorer för den Svenska marknaden:
- 1,4 liter (105 hk)
- 1,4 liter (140 hk) - Turboladdad
- 1,6 liter (115 hk)
- 1,6 liter (180 hk) - Turboladdad

Gällande februari 2011
Dieselmotorer för den Svenska marknaden:

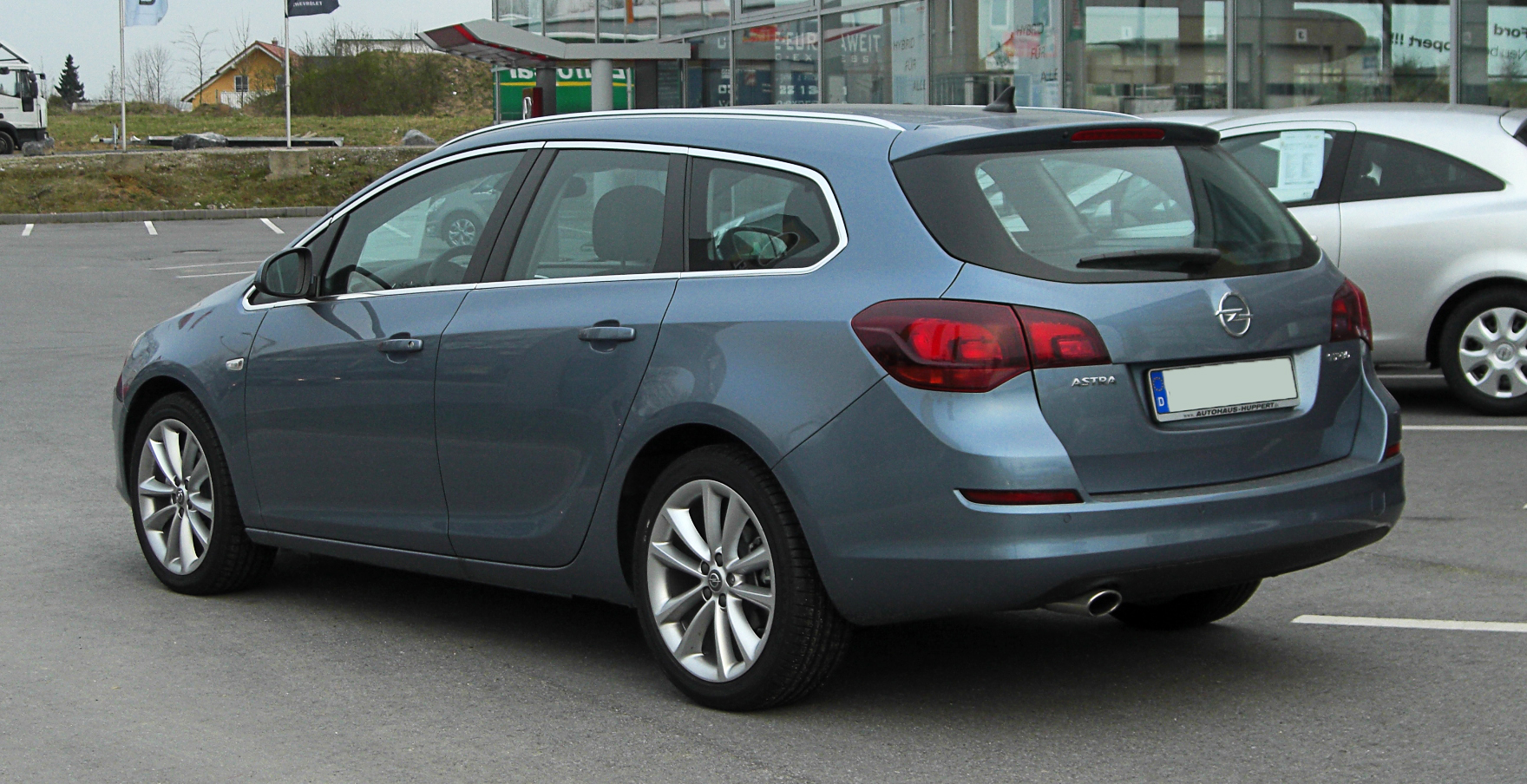
Astra J Sports Tourer

- 1,7 liter (125 hk) - Turboladdad
- 2,0 liter (160 hk) - Turboladdad

Gällande februari 2011

## Opel Astra K (2015–2021)
Opel Astra K presenterades på bilsalongen i Frankfurt i september 2015, med de första leveranserna under oktober månad.
Kombimodellen "Sports Tourer" blev officiell september 2015 och presenteras på bilsalongen i Genève i början av mars 2016. Modellen utnämndes till Årets Bil i Europa 2016 och till årets Bil i en rad enskilda länders omröstningar.  
Modellen uppmärksammades för sin belysning, IntelliLux LED, som automatiskt ställer in ljusbilden för att optimera belysningen mot vägen utan att blända andra trafikanter.
En majoritet av motorjournalisterna runt om i Europa har utnämnt Astra till ny klassledare i kompaktklassen.
Utöver de motoralternativ som finns vid introduktionen kommer senare även de kraftigare GSi samt OPC - versionerna att tillkomma.
I oktober 2015 avslöjade Opel Motorsport en helt nykonstruerad tävlingsbil för det nystartade mästerskapet TCR International Series, Astra TCR.
Astra TCR är byggd på nya Astra och har en 2 liters turbomotor på 330 hk och 420Nm som är kopplad till en sekventiell sexväxlad låda som i sin tur driver framhjulen.

### Motoralternativ
| Modell                  | Motor                   | Cylindervolym | Effekt | Vridmoment | Bränslesystem            |
| ----------------------- | ----------------------- | ------------- | ------ | ---------- | ------------------------ |
| 1.0 T ECOTEC            | 3-cyl radmotor DOHC 12V | 999 cm³       | 105 hk | 170 Nm     | Direktinsprutning, Turbo |
| 1.4 T ECOTEC 125        | 4-cyl radmotor DOHC 16V | 1399 cm³      | 125 hk | 230 Nm     | Direktinsprutning, Turbo |
| 1.4 T ECOTEC 150        | 4-cyl radmotor DOHC 16V | 1399 cm³      | 150 hk | 245 Nm     | Direktinsprutning, Turbo |
| 1.6 T ECOTEC            | 4-cyl radmotor DOHC 16V | 1598 cm³      | 200 hk | 280 Nm     | Direktinsprutning, Turbo |
| 1.6 CDTI ecoFLEX        | 4-cyl radmotor DOHC 16V | 1598 cm³      | 110 hk | 300 Nm     | Common rail, Turbo       |
| 1.6 CDTI ECOTEC         | 4-cyl radmotor DOHC 16V | 1598 cm³      | 136 hk | 320 Nm     | Common rail, Turbo       |
| 1.6 CDTI BiTurbo ECOTEC | 4-cyl radmotor DOHC 16V | 1598 cm³      | 160 hk | 350 Nm     | Common rail, Dubbelturbo |